# Йоганн Георг Альбрехт Гепфнер
Йоганн Георг Альбрехт Гепфнер (народився 20 січня 1759 року в Берні; помер 16 січня 1813 року в Берні) був швейцарським фармацевтом, журналістом і письменником.

## Життєпис
Гепфнер був сином Йоганна Георга, фармацевта з Мюнцесхайма. Він емігрував до Біля та одружився з Катаріною, уродженою Єрсінг (померла 14 вересня 1792 року). Через три роки після натуралізації родина переїхала з Біля до Берна. Там вони жили в будинку фармацевта Бартоломеуса Кнехта на Юденгассе. Гравер монет Йоганн Каспар Мерікофер (1733–1803),який жив у тому ж будинку, був хрещеним батьком Гепфнера.
У 1766 році батько Гепфнера отримав дозвіл відправити сина «до латинських шкіл тут». У 1776 році Гепфнер жив у Лозанні, вивчив французьку мову та вивчав хімію. Потім він навчався кілька семестрів у Лангензальці під керівництвом Йоганна Крістіана Віглеба. Подальше навчання відбулося в Тюбінгені, Людвігсбурзі та Саксонії. Гепфнер отримав докторський ступінь у Лейпцигу в 1781 році. Повернувшись до Берна, він працював у бізнесі свого батька, а після його смерті в 1785 році перейняв керівництво аптекою. Коли в 1786 році в Берні було засновано Товариство природничих наук, він був одним із його засновників.
У 1788 році він одружився з Маргаритою Єлизаветою, уродженою Граф. У них народилося дві доньки, Єлизавета Маргарита Катаріна та Єлизавета Маргарита Йоганна, яка померла у віці одного року.
Гепфнер був змушений відмовитися від аптеки в 1800 році через банкрутство. Його майно в Берні, а також його будинок на Шмідгассе в Білі були продані з аукціону. З рештою майна родина оселилася на Вайбермаркт, а пізніше на Кесслергассе та в інших місцях міста Берн.
Оскільки Гепфнер більше не міг працювати фармацевтом, він звернувся до письменництва. Прагнучи поширити освіту, у 1802 році він відкрив «читальню» навпроти готелю «Hôtel de Musique», пропонуючи книги напрокат, з'єднану з громадською кімнатою, обладнаною для читання. Там також були доступні словники, карти та письмове приладдя. Кожен, хто заплатив десять «батценів» (пенні), міг залишатися в читальній залі цілий день. Згодом це місце стало центром спілкування, особливо для політично активного населення міста Берн. Гепфнер хотів, щоб у його бібліотеці були доступні найкращі журнали німецькою та французькою мовами. Вибір доступних видань в першу чергу визначався інтересами Гепфнера, в другу чергу – бажанням громадськості отримувати щоденні політичні новини, можливо, також помірною потребою в красі та трохи модною совістю добре одягнених. Він також видавав «Magazin für die Naturkunde Helvetiens», впливовий «Helvetische Monatszeitschrift» та, з 1801 року, «Gemeinnützige schweizerischen Nachrichten» (новини про суспільну користь). У 1811 році бернський радник Бенуа, член цензурної комісії, намагався закрити читальню через явно аморальне читання, але безуспішно.
Гепфнер поєднував своє переконання в необхідності єдиної державної конституції з глибокою відразу до демократії. Таким чином, він підтримував колишню централізацію аристократичних кантонів і, як консервативно-аристократично налаштований діяч епохи Просвітництва, вів кампанію проти унітаріїв із сільської місцевості під час Гельветичної республіки.
Загальному гніту «Гельвеції» передував гніт Біля в 1798 році, коли він став частиною Першої Французької республіки. Гепфнер вимагав повернення Біля та намагався зацікавити громадську думку цією справою, що призвело до його короткочасного арешту.
Гепфнер помер після короткочасної хвороби. Він знайшов свій останній спочинок на кладовищі «Веркгофготтезакер» (робочому цвинтарі) у Берні. Його дружина померла від туберкульозу тринадцять років по тому, 28 листопада 1826 року.
Гепфнер був членом багатьох наукових товариств у Швейцарії, а також Виборчої академії Майнца, Берліна та Мангейма. Він також був членом Товариства гірників у Галле та кореспондентом Геттінгенської академії.